# Boeing P-26 Peashooter
O Boeing P-26 Peashooter foi o primeiro caça de metal produzido pelos Estados Unidos e o primeiro monoplano a serviço das forças armadas do país. Projetado e construído pela Boeing, o primeiro protótipo voou em 1932 e permaneceu no serviço ativo pelos americanos até 1941. Dos 151 exemplares construídos, o último foi oficialmente aposentado em 1952 na Guatemala.

## Operadores
Portugal
- Aeronáutica Militar (antiga designação da Força Aérea Portuguesa)

 Taiwan
- Força Aérea da China Nacionalista

 Guatemala
- Força Aérea Guatemalteca – (até 1957)

 Panamá
 Filipinas (Commonwealth dos Estados Unidos)
- Força Aérea Filipina – (até o fim de 1941)

 Espanha
- Força Aérea Republicana

 Estados Unidos
- Corpo Aéreo do Exército Americano

## Especificações (P-26A)
Dados de: Aviation-history.com.
Descrições gerais
- Tripulação: 1
- Comprimento: 7,18 m (24 ft)
- Envergadura: 8,50 m (28 ft)
- Altura: 3,04 m (10,0 ft)
- Peso vazio: 996 kg (2 200 lb)
- Peso bruto (carregado): 1 524 kg (3 360 lb)

Motorização
- Número de motores: 1x
- Tipo do motor: Motor a pistão, radial
- Fabricante/modelo: Pratt & Whitney R-1340-7 "Wasp"
- Potência por motor: 660 hp (492 kW)

Performance
- Velocidade máxima: 714 km/h (444 mph)
- Velocidade total em Mach: 0.3084 Ma
- Velocidade total em Nó: 203,4 kn (377 km/h)
- Alcance: 1 020 km (634 mi)
- Alcance bélico: 580 km (360 mi)
- Razão de subida: 3,65 m/s

Armamentos
- Metralhadoras/canhões: 2x Browning M1919 calibre .30 de 7,62 mm (0,30 in) ou 1x .30 e 1x .50 de 12,7 mm (0,50 in)
- Bombas: 2x bombas GP de 45 kg (99,2 lb) ou 5x bombas anti-pessoais de 14 kg (30,9 lb)